# Thomas Haye
Thomas Haye (* 22. Januar 1966 in Oldenburg) ist ein deutscher Mittellateinischer Philologe. Er ist Professor für mittel- und neulateinische Philologie an der Universität Göttingen.

## Leben
Thomas Haye erlangte 1985 am Alten Gymnasium Oldenburg (AGO) das Abitur. Er studierte als Stipendiat der Studienstiftung des Deutschen Volkes von 1985 bis 1990 an der Universität Göttingen die Fächer Latein, Geschichte, Politologie und Pädagogik mit dem Ziel Lehramt an Gymnasien. Gleichzeitig absolvierte er ein Magister- und Promotionsstudium für lateinische Philologie des Mittelalters und der Neuzeit. 1991–93 erstellte er bei Fidel Rädle seine Dissertation über den hochmittelalterlichen Grammatiker Johannes de Garlandia, mit der er 1993 promoviert wurde.
Von 1994 bis 1996 war Haye wissenschaftlicher Angestellter an der Universität Freiburg im Breisgau, wo er am Sonderforschungsbereich 321 „Übergänge und Spannungsfelder zwischen Mündlichkeit und Schriftlichkeit“ arbeitete. Er gehörte dort einer interdisziplinären Arbeitsgruppe zur Erforschung mittelalterlicher Literaturgattungen an. Im Februar 1996 wurde er für das Fach Mittellateinische Philologie habilitiert. Seine Betreuer waren Paul Gerhard Schmidt und Wolfgang Raible. Im April 1996 wurde er auf die Professur für Mittel- und Neulateinische Philologie an der Universität Kiel berufen. Dort war er von 1999 bis 2002 Sprecher des neu eingerichteten Graduiertenkollegs 515 „Imaginatio borealis. Konstruktion, Perzeption und Rezeption des Nordens“. Im April 2002 wechselte Haye als Inhaber des Lehrstuhls für Lateinische Philologie des Mittelalters und der Neuzeit an die Universität Göttingen und wurde damit Nachfolger seines Doktorvaters Fidel Rädle. Dort ist er seit Oktober 2005 Direktor des Zentrums für Mittelalter- und Frühneuzeitforschung. Rufe an die Universität Münster (2010) und an die Universität Freiburg (2017) lehnte er ab.

## Mitgliedschaften (Auswahl)
- Arbeitsgemeinschaft Lateinisches Mittelalter (Vorstandsmitglied)
- Mediävistenverband
- Società Internazionale per lo Studio del Medioevo Latino
- Deutsche Neulateinische Gesellschaft
- International Association for Neo-Latin Studies
- Norddeutsches Philologentreffen zur Klassischen Philologie und zur Wirkungsgeschichte der Antike

## Publikationen (Auswahl)
- Das lateinische Lehrgedicht im Mittelalter. Analyse einer Gattung (= Mittellateinische Studien und Texte 22). Köln/Leiden 1997.
- Oratio. Mittelalterliche Redekunst in lateinischer Sprache (= Mittellateinische Studien und Texte 27). Köln/Leiden 1999.
- Mündliche und schriftliche Rede. Ein Beitrag zur rhetorischen Kompetenz des Abbo von Fleury. In: Frühmittelalterliche Studien 35 (2001), S. 273–292.
- Erfahrene Natur in lateinischen Reisegedichten des Mittelalter. In: Peter Dilg (Hrsg.): Natur im Mittelalter. Konzeptionen – Erfahrungen – Wirkungen. Berlin 2003, S. 178–188.
- Die verlorene Bibliothek des Reiner von Lüttich – Produktion und Überlieferung lateinischer Literatur des hohen Mittelalters in der Perspektive monastischer Individualisierungstendenzen. In: Historisches Jahrbuch 125 (2005), S. 39–65.
- Lateinische Oralität. Gelehrte Sprache in der mündlichen Kommunikation des hohen und späten Mittelalters. Berlin/New York 2005.
- Neue Werke des Laurentius von Durham? Zwei unbekannte Klagegedichte zum Tode des Abtes Wilhelm von Rievaulx (1132–1145). In: Alois Hahn, Gert Melville, Werner Röcke (Hrsg.): Norm und Krise von Kommunikation. Inszenierungen literarischer und sozialer Interaktion im Mittelalter. Festschrift Peter von Moos. Münster u. a. 2006, S. 465–477.
- Die Periodisierung der lateinischen Literatur des Mittelalters – literaturwissenschaftliche Meistererzählungen als axiomatische und narrative Muster der Objektkonstitution und Strukturbildung. In: Frank Rexroth (Hrsg.): Meistererzählungen vom Mittelalter (= Beihefte zur Historischen Zeitschrift 46). München 2007, S. 43–55.
- Die Astronomie des Hyginus als Objekt hochmittelalterlicher Lehrdichtung. In: Sudhoffs Archiv 91 (2007), S. 99–117.
- West-östliche Kommunikation. Latein und Griechisch als mittelalterliche Medien der Verständigung zwischen dem Abendland und Byzanz. In: Peter von Moos (Hrsg.): Zwischen Babel und Pfingsten. Entre Babel et Pentecôte – Sprachdifferenzen und Gesprächsverständigung in der Vormoderne (8.–16. Jahrhundert). Différences linguistiques et communication orale avant la modernité (VIIIe–XVIe siècle) (= Gesellschaft und individuelle Kommunikation in der Vormoderne 1). Zürich/Berlin 2008, S. 485–498.
- Päpste und Poeten. Die mittelalterliche Kurie als Objekt und Förderer panegyrischer Dichtung. Berlin/New York 2009.
- Kann man Christus verdauen? Die theologische Deutung des Abendmahls als Thema eines hochmittelalterlichen Streitgedichts. In: Marc Laureys, Roswitha Simons (Hrsg.): Die Kunst des Streitens. Inszenierung, Formen und Funktionen öffentlichen Streits in historischer Perspektive (= Super alta perennis. Studien zur Wirkung der Klassischen Antike 10). Bonn 2010, S. 65–84.
- Moralisch-satirische Dichtung in Avignon – die spätmittelalterliche Kurie im Spiegel einer zeitgenössischen Handschrift. In: Studi Medievali 52 (2011), S. 287–345.
- Die Geburt des Dichters aus dem Geist des Abschreibens. Ein Beitrag zu den poetischen Kolophonen mittelalterlicher Handschriften. In: Literaturwissenschaftliches Jahrbuch 53 (2012), S. 79–96.
- Frowin von Krakau und die spätmittelalterliche Ständesatire. In: Archivum Latinitatis Medii Aevi 70 (2012), S. 163–182.
- Die Briefsammlungen des Johannes von Hildesheim (gest. 1375). In: Mittellateinisches Jahrbuch 50 (2015), S. 427–468.
- Verlorenes Mittelalter. Ursachen und Muster der Nichtüberlieferung mittellateinischer Literatur (= Mittellateinische Studien und Texte 49). Leiden/Boston 2016.
- Die Rede des personifizierten Wassers im Briefcorpus des Petrus Damiani (1007–1072). In: Gerlinde Huber-Rebenich u. a. (Hrsg.): Wasser in der mittelalterlichen Kultur. Water in Medieval Culture (= Das Mittelalter. Beihefte 4). Berlin/Boston 2017, S. 397–405.
- Thomas Becket und Stephen Langton – Ein politisches Lied aus der Zeit des englischen Interdikts (1208–1213). In: Sacris erudiri 57 (2018), S. 445–465.
- König Sigismund, die Stadt Lüttich, Laurent de Premierfait und das Konstanzer Konzil (1414–1418) in den Gedichten des Johannes von Looz. In: Frühmittelalterliche Studien 52 (2018), S. 325–363.
- Wenn Bücher reden könnten. Die Bibliotheksbestände niedersächsischer Klöster als Reflexe intellektueller Diskurse. In: Arnd Reitemeier (Hrsg.): Klosterlandschaft Niedersachsen (= Veröffentlichungen des Instituts für Historische Landesforschung 63). Bielefeld 2021, S. 233–267.
- Der Ludus super Anticlaudianum des Adam de la Bassée – Moralisch-satirische Dichtung auf den Spuren des Alanus ab Insulis. In: Frank Bezner, Beate Kellner (Hrsg.): Alanus ab Insulis und das europäische Mittelalter. München 2022, S. 87–118.
- Das Bild Lübecks im Briefbuch des Syndikus Simon Batz (ca. 1420–1464). Stadtlob in Prosa und Vers. In: Zeitschrift für Lübeckische Geschichte 101 (2022), S. 41–58.
- Giovanni Francesco Ciarlino: De arbore poetarum. Autobiographische Poesie im Zeitalter der Renaissance. Herausgegeben und kommentiert von Thomas Haye. Stuttgart: Anton Hiersemann Verlag, 2024. (Beihefte zum Mittellateinischen Jahrbuch 22) ISBN 978-3-7772-2406-0